# Jolene Unsoeld

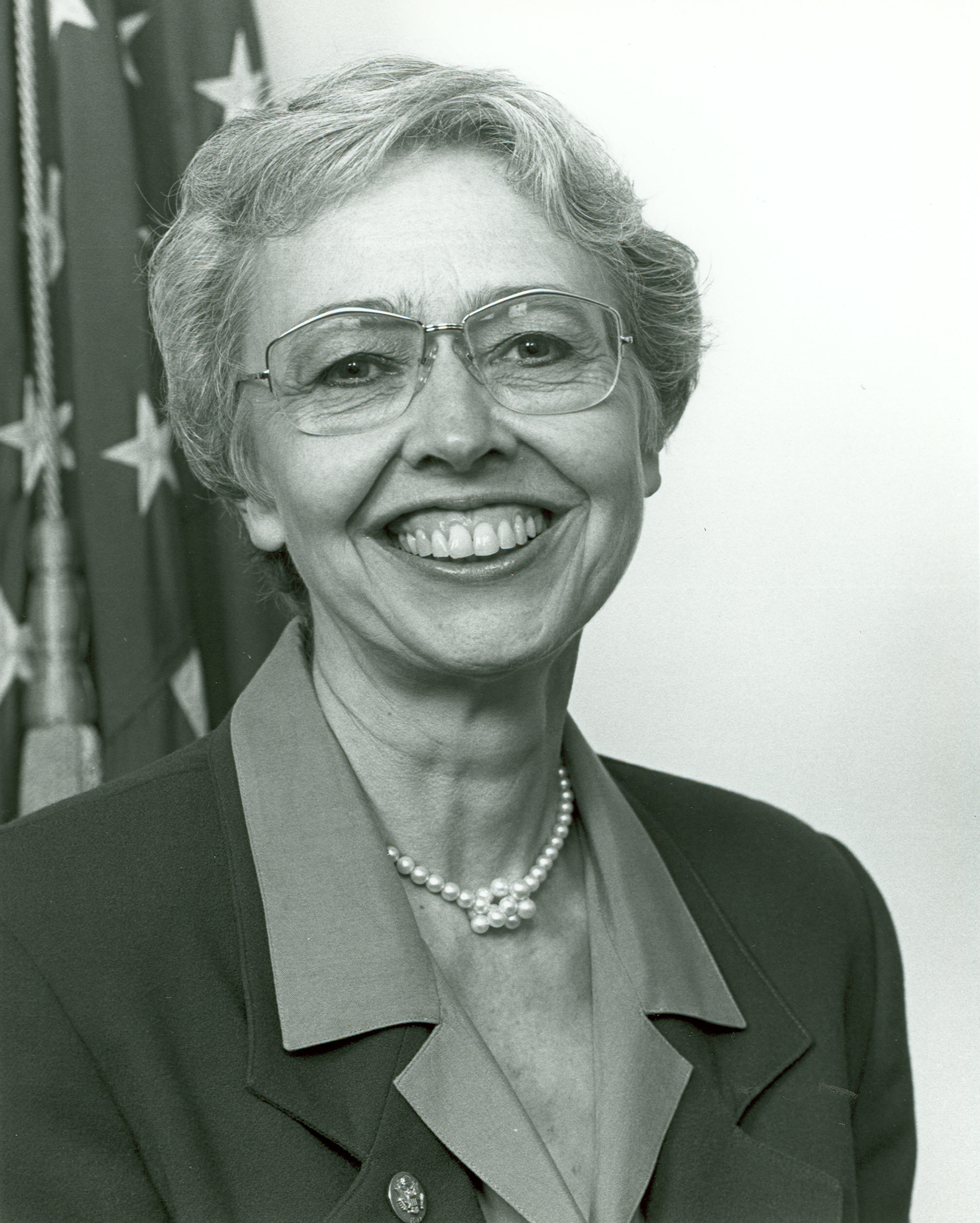
Jolene Unsoeld

Jolene Unsoeld (* 3. Dezember 1931 in Corvallis, Oregon; † 28. November 2021 in Olympia, Washington) war eine US-amerikanische Politikerin. Zwischen 1989 und 1995 vertrat sie den Bundesstaat Washington im US-Repräsentantenhaus.

## Werdegang
Jolene Bishoprick, so ihr Geburtsname, besuchte zwischen 1938 und 1940 die Vorschule in Shanghai (China). Danach absolvierte sie die öffentlichen Schulen in Portland und Vancouver (Washington). Zwischen 1949 und 1951 studierte sie an der Oregon State University in Corvallis. Sie heiratete Willi Unsoeld (1926–1979), der Bergsteiger und später Collegelehrer war. In den 1960er Jahren begleitete sie ihren Mann auf einer mehrjährigen Reise in den Himalaya. In Katmandu leitete sie 1965 und 1967 das englische Sprachinstitut. Zwischen 1971 und 1984 arbeitete Jolene Unsoeld unter anderem als Lobbyistin und Beraterin.
Politisch wurde sie Mitglied der Demokratischen Partei. Von 1980 bis 1988 gehörte sie dem Democratic National Committee an; zwischen 1985 und 1988 saß sie als Abgeordnete im Repräsentantenhaus von Washington. Bei den Kongresswahlen 1988 wurde Unsoeld im dritten Wahlbezirk ihres Staates in das US-Repräsentantenhaus in Washington, D.C. gewählt, wo sie am 3. Januar 1989 die Nachfolge von Don Bonker antrat. Nach zwei Wiederwahlen konnte sie bis zum 3. Januar 1995 drei Legislaturperioden im Kongress absolvieren. Dort setzte sie sich entschieden für den Freedom of Information Act ein. Im Allgemeinen galt sie als liberal. Einem Gesetz zur Waffenkontrolle in den Vereinigten Staaten widersetzte sie sich.
Bei den Wahlen des Jahres 1994 unterlag Jolene Unsoeld der Republikanerin Linda Smith. Danach hat sie kein politisches Amt mehr ausgeübt.
Sie starb Ende November 2021, fünf Tage vor ihrem 90. Geburtstag.